# Очеретянка мореанська
Очеретянка мореанська (Acrocephalus longirostris) — вид співочих птахів з родини очеретянкових (Acrocephalidae).

## Поширення
Ендемік острова Моореа на островах Товариства у Французькій Полінезії. Мешкає у вторинних лісах, а також у заростях очерету Schizostachyum glaucifolium (і, ймовірно, розмножується виключно в останніх) у долинах річок і на схилах пагорбів.
Дуже рідкісний вид. Востаннє спостерігався у 1981 році. Вид вважався вимерлим, але у 2010-х роках було два непідтверджених спостереження, тому є надія, що вид ще виживає.

## Опис
Має дві кольорові морфи; світла морфа, блідо-жовта з плямами коричневого кольору зверху, і оливково-коричнева темна морфа.